# Centranthera
Centranthera é um género botânico pertencente à família Orobanchaceae.

## Sinonímia
- Razumovia

## Espécies
Composto por 20 espécies:
- Centranthera brunoniana
- Centranthera chevalieri
- Centranthera cochinchinensis
- Centranthera grandiflora
- Centranthera hispida
- Centranthera hookeri
- Centranthera humifusa
- Centranthera indica
- Centranthera lepidota
- Centranthera longiflora
- Centranthera maxima
- Centranthera nepalensis
- Centranthera procumbens
- Centranthera prostrata
- Centranthera punctata
- Centranthera rubra
- Centranthera scoparia
- Centranthera siamensis
- Centranthera tonkinensis
- Centranthera tranquebarica